# Gustav Adolf zu Hohenlohe-Schillingsfürst

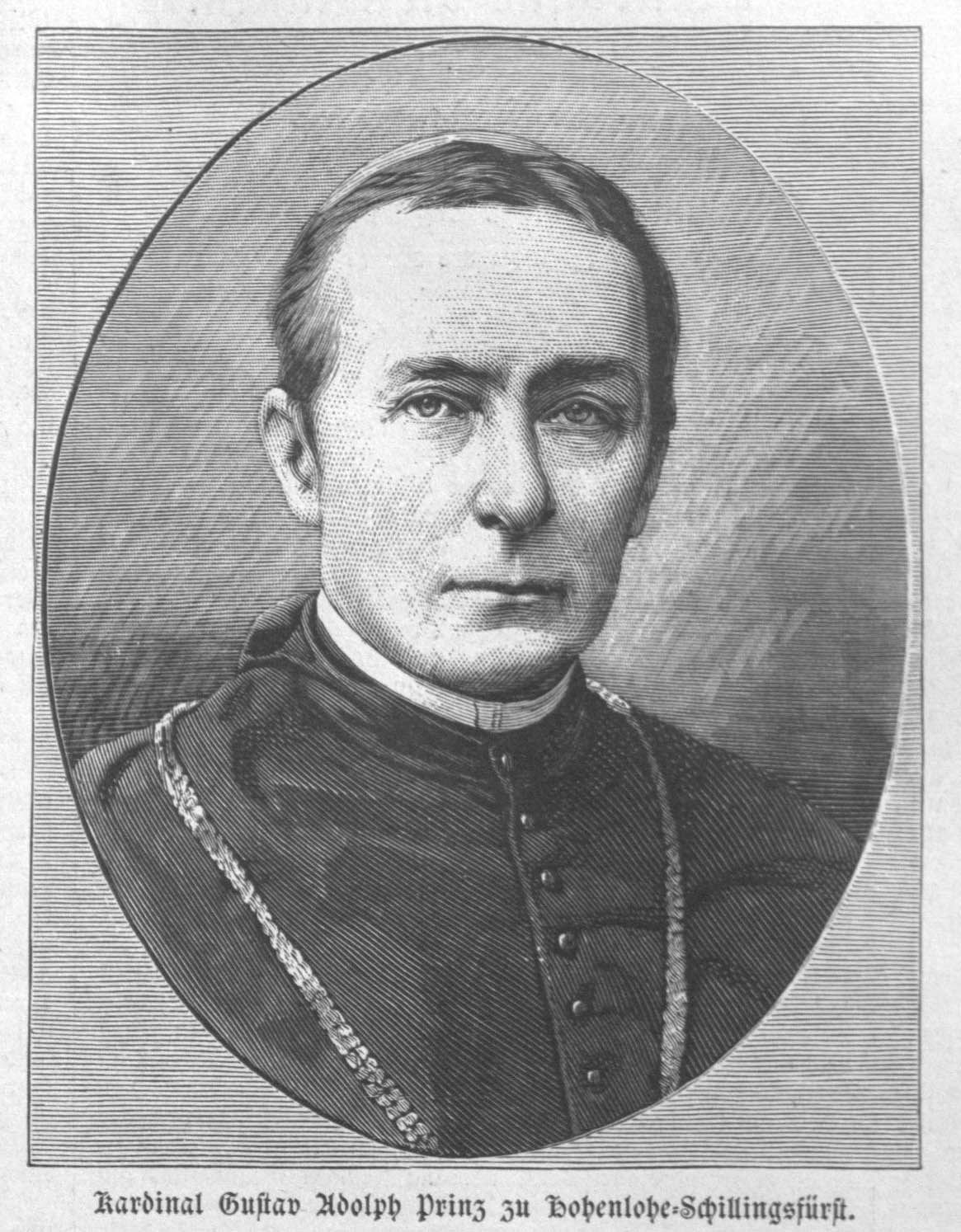
Porträt von Gustav Adolf Kardinal Prinz zu Hohenlohe-Schillingsfürst (1885)

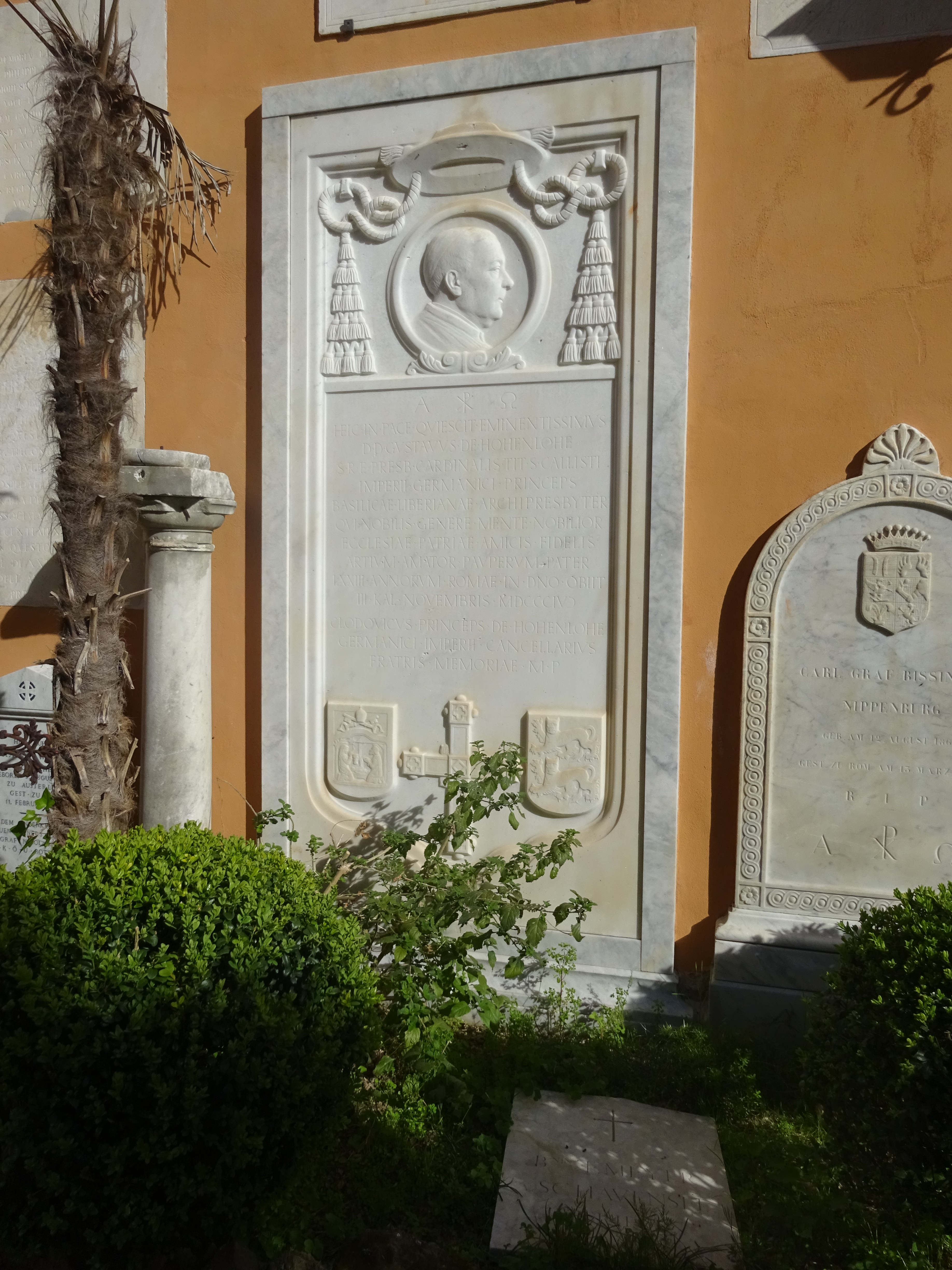
Grabstätte Gustav Adolfs zu Hohenlohe-Schillingsfürst

Gustav Adolf Prinz zu Hohenlohe-Schillingsfürst (* 26. Februar 1823 in Rotenburg an der Fulda; † 30. Oktober 1896 in Rom) war ein deutscher Kurienkardinal.

## Leben
Gustav Adolf Prinz zu Hohenlohe-Schillingsfürst war der Sohn von Franz Joseph zu Hohenlohe-Schillingsfürst und der Fürstin Konstanze, geborene Prinzessin zu Hohenlohe-Langenburg. Seine Brüder waren Victor Herzog von Ratibor (1818–1893), Chlodwig zu Hohenlohe-Schillingsfürst (1819–1901), und Konstantin zu Hohenlohe-Schillingsfürst (1828–1896).

### Laufbahn
Gustav Adolf studierte an den Universitäten in Breslau und München Katholische Theologie und wurde 1846 Mitglied der Academia Ecclesiastica in Rom. Nach der Priesterweihe 1849 wurde er päpstlicher Großalmosenier und 1857 Titularerzbischof von Edessa in Osrhoëne. Die Bischofsweihe spendete ihm am 22. November 1857 in der Sixtinischen Kapelle Papst Pius IX.; Mitkonsekratoren waren Giuseppe Cardoni, Präsident der Päpstlichen Diplomatenakademie, und Francesco Marinelli, Sakristan des Apostolischen Palastes. Er hatte eine Villa in enfiteusi von den Herzögen von Modena erhalten und veranlasste 1851 eine Reihe von Arbeiten, um die Anlage der Villa d’Este vor dem Verfall zu retten.
Im Konsistorium vom 22. Juni 1866 kreierte Papst Pius IX. Hohenlohe-Schillingsfürst zum Kardinal und ernannte ihn drei Tage später zum Kardinalpriester von Santa Maria in Traspontina. Theologisch von Ignaz Döllinger geprägt, war er ein Gegner der in Rom dominanten Jesuiten und der Dogmatisierung der päpstlichen Unfehlbarkeit. Nach der Einberufung des Ersten Vatikanischen Konzils 1869 berief er aufgrund einer Empfehlung Döllingers den Kirchenhistoriker Johann Friedrich zu seinem theologischen Berater, der ihn nach Rom begleitete. Der Abstimmung über die Dogmatisierung der Unfehlbarkeit blieb Hohenlohe-Schillingsfürst fern. Nach dem Ende des Konzils verließ er die Residenz des Papstes, um sich nach Schloss Schillingsfürst zu begeben. Den dogmatischen Definitionen des Konzils unterwarf er sich jedoch unverzüglich.
Deshalb schien er der deutschen Reichsregierung geeignet, eine Vermittlung mit der Kurie zu übernehmen. Otto von Bismarck veranlasste im April 1872 seine Ernennung zum Gesandten des neuen Deutschen Reichs bei Papst Pius IX. Doch dieser gab nicht sein Agrément und wies die Annahme Hohenlohes als Gesandten zurück, worauf der Gesandtschaftsposten unbesetzt blieb und 1874 ganz aufgehoben wurde.
Als Befürworter einer Versöhnung zwischen Glaube und Wissenschaften und zwischen Kirche und modernem Verfassungsstaat entfremdete er sich mehr und mehr von Pius IX. und dessen zunehmend konfrontativer Haltung. Die erhoffte Berufung zum Freiburger Erzbischof blieb aus. Gustav Adolf zu Hohenlohe-Schillingsfürst kehrte erst im Februar 1876 nach Rom zurück und erlangte bei dem neuen Papst Leo XIII. wieder Einfluss. Dieser ernannte ihn 1879 zum Kardinalbischof von Albano; Hohenlohe-Schillingsfürst verzichtete jedoch im Dezember 1883 auf dieses Amt wegen der damit verbundenen Kosten. Er blieb Erzpriester von Santa Maria Maggiore und wurde 1884 Kardinalpriester von San Callisto und 1895 von San Lorenzo in Lucina.

### Hohenlohe und Liszt
In Oktober 1861 verhinderte er die Eheschließung zwischen Franz Liszt und Prinzessin Carolyne zu Sayn-Wittgenstein in der Kirche Santi Ambrogio e Carlo in Rom. So verhinderte er die Enterbung seines Bruders Konstantin, des Gatten von Carolynes Tochter Marie. Dessen ungeachtet wurde er ein Freund von Liszt: im April 1865 erteilte er ihm die Tonsur, im Juli die niederen Weihen. Überdies gewährte er Liszt von April 1865 bis Juni 1866, seiner Erhebung zum Kardinal, Gastfreundschaft in seinen Appartements im Vatikan.

### Hohenlohe und die Jesuiten
Den 1906 veröffentlichten Memoiren seines Bruders Chlodwig zufolge pflegte Gustaf Adolf zu Hohenlohe-Schillingsfürst, bevor er eine Messe las, stets den Messwein von einem Geistlichen vorkosten zu lassen, weil er (nach den 1859 enthüllten Giftanschlägen auf seine Cousine Katharina Fürstin von Hohenzollern-Sigmaringen, die durch das Heilige Offizium aufgeklärt wurden und in die auch der Jesuit Josef Kleutgen verwickelt war) befürchtete, von Jesuiten vergiftet zu werden. In der Argumentation für die Beibehaltung des Jesuitengesetzes berief man sich auf Hohenlohe. Dieser habe 1879 in einem Brief an Bismarck über die Jesuiten geschrieben: „Gut ist es immer, unser Vaterland vor dieser Landplage zu hüten.“ Das Leipziger Tageblatt bemerkte zu diesem Zitat: „Dem Kardinal der römisch-katholischen Kirche mag wohl die Erinnerung an die Plagen Ägyptens vorgeschwebt haben, als er die Jesuiten durch die Bezeichnung ‚Landplage‘ geißelte.“

### Grabstätte
Kardinal Hohenlohe wurde auf dem Campo Santo Teutonico beigesetzt.